# Le Prêcheur
Le Prêcheur é uma comuna francesa no departamento ultramarino da Martinica. Estende-se por uma área de 29.92 km², e possui 1.252 habitantes, segundo o censo de 2018, com uma densidade de 42 hab/km².